# Sicula Leonzio 2017-2018
Questa voce raccoglie le informazioni riguardanti la Sicula Leonzio nelle competizioni ufficiali della stagione 2017-2018.

## Stagione
Grazie al primo posto nel girone I della Serie D, la Sicula Leonzio partecipa alla Serie C per la seconda volta nella sua storia: il debutto nella categoria risale alla lontana stagione 1945-1946. L'ultima apparizione in un campionato di terza divisione, invece, avvenne nel 1994, anno nel quale i lentinesi, nonostante avessero raggiunto la salvezza vincendo i play-out contro il Chieti, dovettero abbandonare il campionato di Serie C1 per via della cessione del titolo sportivo della società all'Atletico Catania da parte dell'allora presidente Franco Proto.
Tra i cambi rispetto alla passata stagione è da segnalare l'addio dell'allenatore Francesco Cozza, noto per aver militato in Serie A con la Reggina, e l'arrivo di Pino Rigoli dal Catania.
La stagione dei bianconeri inizia il 13 agosto 2017 con la sconfitta (3-2) sul campo del Catania in occasione della fase a gironi della Coppa Italia di Serie C. La settimana successiva la Sicula Leonzio vince (1-3) in trasferta contro l'Akragas, ma viene eliminata in quanto il girone è vinto dagli etnei (vittoriosi successivamente per 6-0 contro gli agrigentini).
Dopo aver riposato alla prima giornata, l'esordio in campionato avviene il 2 settembre 2017 con la vittoria casalinga per 2-1 contro il Matera. Al termine del girone di andata la squadra bianconera ha 19 punti, dopo la 18ª giornata dal tecnico Pino Rigoli, passa nelle mani di Aimo Diana, con lui arriva il cambio di marcia, nel girone di ritorno raccoglie 27 punti, agganciando l'ultimo posto disponibile, il decimo a 46 punti, che permette di partecipare ai Play-off. Stagione ottima anche se viene subito eliminata dagli spareggi, con il (2-1) subito l'11 maggio a Cosenza, bianconeri in vantaggio all'inizio della ripresa, ma poi rimontati nel finale dai rossoblù silani, che poi a metà giugno vinceranno anche i Play-off, conquistando la Serie B a braccio del Lecce che ha vinto nettamente il campionato.

## Divise e sponsor
Lo sponsor tecnico per la stagione 2017-2018 è Erreà, mentre gli sponsor di maglia sono Sicula Trasporti e ChanceBet.it (co-sponsor e nel retro sotto la numerazione).
| Casa | Trasferta | Terza divisa |

## Organizzazione
Dati provenienti dal sito internet della società.
Organigramma societario
- Presidente: Giuseppe Leonardi
- Vice Presidente: Giuseppe Spada
- Segretario Generale: Alessandro Raffa
- Segretario Sportivo: Nello Parisi
- S.L.O. Supporter Liaison Officer: Sergio Barbagallo
- Responsabile Commerciale: Matteo Rando
- Responsabile Marketing: Maurizio Ciancio
- Responsabile Ufficio Stampa: Francesco Casicci
- Responsabile Area Web – Grafica: TamTam srl
- Fotografo: Cristian Costantino
- Delegato Sicurezza: Giuseppe Leone
- Vice Delegato Sicurezza: Oriana Russo
- Responsabile Impianto Sportivo: Nicolas Spada

Quadri tecnici
- Direttore Sportivo: Davide Mignemi
- Team Manager: Antonio Varsallona
- Allenatore Prima Squadra: Pino Rigoli
- Allenatore in seconda: Luigi Cuomo
- Preparatore Atletico: Alessandro Russo
- Preparatore dei Portieri: Roberto La Malfa
- Magazziniere: Natale Finocchiaro
- Match Analyst: Giacomo Gigliotti

Quadri sanitari
- Responsabile Sanitario: Mauro Sammarco
- Medico Sociale: Gianluca Scaparra
- Responsabile Recupero Infortunati: Giuseppe Dispinzieri
- Massaggiatore Sportivo: Rosario Ricciardo

## Rosa
Rosa e numerazione sono aggiornate al 31 agosto 2017.

## Calciomercato

### Sessione estiva(dal 01 luglio al 31 agosto)
| Acquisti | Acquisti            | Acquisti          | Acquisti                         |
| R.       | Nome                | da                | Modalità                         |
| -------- | ------------------- | ----------------- | -------------------------------- |
| D        | Antonio Aquilanti   | Feralpisalò       | definitivo                       |
| A        | Pietro Arcidiacono  | Arezzo            | definitivo                       |
| P        | Christian Biondi    | Catania           | rinnovo                          |
| A        | Mauro Bollino       | Taranto           | definitivo                       |
| A        | Francesco Bonfiglio | Palermo           | prestito                         |
| D        | Vincenzo Camilleri  | Teramo            | definitivo                       |
| P        | Davide Ciotti       | San Nicolò Calcio | definitivo                       |
| C        | Walter Cozza        | Catania           | definitivo                       |
| C        | Santo D'Angelo      | Matera            | definitivo                       |
| C        | Guido Davì          | Feralpisalò       | prestito con diritto di riscatto |
| A        | Francesco De Felice | Real Forio        | definitivo                       |
| D        | Alberto De Rossi    | Catania           | definitivo                       |
| C        | Gianluca Esposito   | Juve Stabia       | prestito con diritto di riscatto |
| A        | Michel Ferreira     | Rende             | definitivo                       |
| A        | Antonio Gammone     | Melfi             | definitivo                       |
| C        | Francesco Giambanco | Terrasini         | definitivo                       |
| D        | Giorgio Gianola     | Reggina           | definitivo                       |
| D        | Simone Giuliano     | Palermo           | prestito                         |
| D        | Antonio Granata     | Napoli            | prestito                         |
| P        | Michele La Cagnina  | Sancataldese      | definitivo                       |
| D        | Davide Monteleone   | Palermo           | prestito                         |
| C        | Francesco Marano    | Viterbese         | definitivo                       |
| P        | Antonio Narciso     | Foggia            | prestito                         |
| D        | Gianluca Pollace    | Lazio             | definitivo                       |
| A        | Francesco Russo     | Bra               | definitivo                       |
| D        | Tommaso Squillace   | Racing Fondi      | definitivo                       |
| A        | Diogo Tavares       | Catanzaro         | definitivo                       |

| Cessioni | Cessioni            | Cessioni     | Cessioni      |
| R.       | Nome                | a            | Modalità      |
| -------- | ------------------- | ------------ | ------------- |
| C        | Roberto Assenzio    | Camaro       | definitivo    |
| P        | Christian Biondi    | Gela         | prestito      |
| D        | Gabriele Cacciola   | Taranto      | definitivo    |
| C        | Fabio Calabrese     | Sancataldese | definitivo    |
| P        | Antonino Cascione   |              | svincolato    |
| C        | Edoardo Catinali    |              | svincolato    |
| D        | Francesco Cerra     |              | svincolato    |
| A        | Mattia Gallon       | Gela         | definitivo    |
| C        | Damiano Lia         | Messina      | definitivo    |
| D        | Paolo Lomasto       | Palazzolo    | definitivo    |
| C        | Eugenio Lorefice    | Taranto      | definitivo    |
| A        | Antonino Mangiola   |              | svincolato    |
| C        | Roberto Marino      | Reggina      | definitivo    |
| D        | Simone Milizia      | Taranto      | definitivo    |
| D        | Antonio Orefice     | Biancavilla  | definitivo    |
| D        | Domenico Patti      |              | svincolato    |
| P        | Emanuele Polverino  | Juve Stabia  | fine prestito |
| D        | Pasquale Porcaro    | Rende        | definitivo    |
| A        | Luciano Rabbeni     | Potenza      | definitivo    |
| A        | Alessandro Randis   | Paternò      | definitivo    |
| A        | Giovanni Ricciardo  | Rende        | definitivo    |
| A        | Alessandro Riela    | Palazzolo    | definitivo    |
| A        | Giuseppe Savanarola | Taranto      | definitivo    |
| D        | Salvatore Scoppetta | Taranto      | definitivo    |
| A        | Giuseppe Sibilli    | AlbinoLeffe  | definitivo    |

### Sessione invernale(dal 3 al 31 gennaio)
| Cessioni | Cessioni         | Cessioni | Cessioni   |
| R.       | Nome             | da       | Modalità   |
| -------- | ---------------- | -------- | ---------- |
| A        | Davide Petermann | Reggina  | prestito   |
| A        | Facundo Lescano  | Siena    | prestito   |
| C        | Ciro Foggia      | Teramo   | svincolato |

## Risultati

### Girone di andata
| 27 agosto 2017 1ª giornata |  | – Turno di riposo Sicula Leonzio |  |  |

| Arbitro: | Amabile (Vicenza) |

|                                 |           |                     |
| S. D'Angelo 15’ M. Ferreira 77’ | Marcatori | 20’ (rig.) Giovinco |

| Trapani 9 settembre 2017, ore 20:30 CEST 3ª giornata | Trapani            | 0 – 0 referto | Sicula Leonzio | Stadio polisportivo provinciale (4 017 spett.)\| Arbitro: \| Meleleo (Casarano) \| |
| Arbitro:                                             | Meleleo (Casarano) |               |                |                                                                                    |

| Arbitro: | Marcenaro (Genova) |

|  |           |                            |
|  | Marcatori | 3’ (rig.) Genchi 22’ Sarao |

| Arbitro: | Meraviglia (Pistoia) |

|          |           |             |
| Delić 8’ | Marcatori | 84’ Tavares |

| Arbitro: | N. Marini (Trieste) |

|            |           |                  |
| Marano 83’ | Marcatori | 51’, 70’ Falcone |

| Arbitro: | Proietti (Terni) |

|                                        |           |                             |
| Caturano 21’ (rig.), 45’ Di Piazza 22’ | Marcatori | 34’ (rig.), 48’ Arcidiacono |

| Arbitro: | Sozza (Seregno) |

|                        |           |                    |
| Saraniti 12’ Ayina 87’ | Marcatori | 73’ (rig.) Bollino |

| Catania 14 ottobre 2017, ore 14:30 CEST 9ª giornata | Sicula Leonzio   | 0 – 0 referto | Juve Stabia | Stadio Angelo Massimino (600 spett.)\| Arbitro: \| Paterna (Teramo) \| |
| Arbitro:                                            | Paterna (Teramo) |               |             |                                                                        |

| Arbitro: | Viotti (Tivoli) |

|            |           |                           |
| Bogdan 83’ | Marcatori | 34’ Squillace 66’ Bollino |

| Arbitro: | Prontera (Bologna) |

|                            |           |  |
| S. D'Angelo 8’ Bollino 90’ | Marcatori |  |

| Arbitro: | Luciani (Roma) |

|             |           |  |
| Laaribi 34’ | Marcatori |  |

| Arbitro: | Di Cairano (Ariano Irpino) |

|                        |           |               |
| Arcidiacono 81’ (rig.) | Marcatori | 42’ Lattanzio |

| Arbitro: | Tursi (Valdarno) |

|                            |           |            |
| Ghinassi 45+1’ Addessi 68’ | Marcatori | 35’ Marano |

| Arbitro: | Maggioni (Lecco) |

|                    |           |             |
| De Rose 78’ (aut.) | Marcatori | 87’ Padovan |

| Cosenza 25 novembre 2017, ore 20:30 CET 16ª giornata | Cosenza                    | 0 – 0 referto | Sicula Leonzio | Stadio San Vito-Gigi Marulla\| Arbitro: \| Robilotta (Sala Consilina) \| |
| Arbitro:                                             | Robilotta (Sala Consilina) |               |                |                                                                          |

| Arbitro: | Lorenzin (Castelfranco Veneto) |

|  |           |                                         |
|  | Marcatori | 19’ Cesaretti 58’ Maiorano 90+5’ Scarpa |

| Arbitro: | Annaloro (Collegno) |

|  |           |                                         |
|  | Marcatori | 14’ (Rig.) Bollino 38’, 76’ S. D'Angelo |

| Catania 17 dicembre 2017, ore 16:30 CET 19ª giornata | Sicula Leonzio | 0 – 0 referto | Siracusa | Stadio Angelo Massimino (600 spett.)\| Arbitro: \| Curti (Milano) \| |
| Arbitro:                                             | Curti (Milano) |               |          |                                                                      |

### Girone di ritorno
| 23 dicembre 2017 20ª giornata |  | – Turno di riposo Sicula Leonzio |  |  |

| Arbitro: | D'Apice (Arezzo) |

|                         |           |  |
| Maimone 7’ Casoli 90+2’ | Marcatori |  |

| Arbitro: | Gariglio (Pinerolo) |

|              |           |  |
| F. Russo 66’ | Marcatori |  |

| Arbitro: | Maranesi (Ciampino) |

|           |           |            |
| Sarao 41’ | Marcatori | 36’ Marano |

| Arbitro: | Colombo (Como) |

|                                             |           |                    |
| Lescano 16’ Bollino 45+4’ Arcidiacono 90+3’ | Marcatori | 36’ (aut.) Gianola |

| Arbitro: | De Remigis (Teramo) |

|  |           |                                                 |
|  | Marcatori | 77’ Marano 78’ (rig.) Arcidiacono 87’ C. Foggia |

| Catania 18 febbraio 2018 26ª giornata | Sicula Leonzio     | 0 – 0 referto | Lecce | Stadio Angelo Massimino\| Arbitro: \| Camplone (Pescara) \| |
| Arbitro:                              | Camplone (Pescara) |               |       |                                                             |

| Arbitro: | Fontani (Siena) |

|                           |           |                              |
| Marano 9’ G. Esposito 38’ | Marcatori | 55’ Folorunsho 65’ Partipilo |

| Arbitro: | Dionisi (L'Aquila) |

|                       |           |  |
| Canotto 45’, 46’, 73’ | Marcatori |  |

| Lentini 11 marzo 2018 29ª giornata | Sicula Leonzio | 0 – 0 referto | Catania | Stadio Angelino Nobile\| Arbitro: \| Volpi (Arezzo) \| |
| Arbitro:                           | Volpi (Arezzo) |               |         |                                                        |

| Arbitro: | Cosso (Reggio Calabria) |

|  |           |                                  |
|  | Marcatori | 35’ (rig.) Bollino 76’ Camilleri |

| Arbitro: | Natilla (Molfetta) |

|                 |           |  |
| G. Esposito 40’ | Marcatori |  |

| Arbitro: | Prontera (Bologna) |

|                              |           |             |
| Lattanzio 44’ Tiritiello 85’ | Marcatori | 25’ Lescano |

| Arbitro: | N. Marini (Trieste) |

|                                    |           |  |
| Bollino 52’ S. D'Angelo 88’ (rig.) | Marcatori |  |

| Arbitro: | De Angeli (Abbiategrasso) |

|                      |           |               |
| Turchetta 14’ (rig.) | Marcatori | 61’ Camilleri |

| Arbitro: | Guarnieri (Empoli) |

|  |           |              |
|  | Marcatori | 36’ D'Orazio |

| Arbitro: | Pashuku (Albano Laziale) |

|                |           |                         |
| Cernigoi 90+2’ | Marcatori | 10’ Bollino 89’ Lescano |

| Arbitro: | Cascone (Nocera Inferiore) |

|             |           |                |
| Bollino 70’ | Marcatori | 11’ Sparacello |

| Arbitro: | Maggioni (Como) |

|              |           |  |
| Scardina 27’ | Marcatori |  |

### Play-off
| Arbitro: | Massimi (Termoli) |

|                        |           |             |
| Okereke 82’ Baclet 88’ | Marcatori | 49’ Bollino |

### Coppa Italia Serie C

#### Fase a gironi
| Arbitro: | Pasciuta (Agrigento) |

|                                       |           |                             |
| Curiale 67’ Pozzebon 72’ Russotto 75’ | Marcatori | 13’ Arcidiacono 65’ Bollino |

| Arbitro: | Rutella (Enna) |

|                                           |           |                     |
| Tavares 12’ Camilleri 76’ Arcidiacono 87’ | Marcatori | 67’ (rig.) L. Longo |

## Statistiche

### Statistiche di squadra
| Competizione         | Punti | In casa | In casa | In casa | In casa | In casa | In casa | In trasferta | In trasferta | In trasferta | In trasferta | In trasferta | In trasferta | Totale | Totale | Totale | Totale | Totale | Totale | DR |
| Competizione         | Punti | G       | V       | N       | P       | Gf      | Gs      | G            | V            | N            | P            | Gf           | Gs           | G      | V      | N      | P      | Gf     | Gs     | DR |
| -------------------- | ----- | ------- | ------- | ------- | ------- | ------- | ------- | ------------ | ------------ | ------------ | ------------ | ------------ | ------------ | ------ | ------ | ------ | ------ | ------ | ------ | -- |
| Serie C              | 46    | 18      | 6       | 8       | 4       | 17      | 16      | 18           | 5            | 5            | 8            | 20           | 21           | 36     | 11     | 13     | 12     | 37     | 37     | 0  |
| Coppa Italia Serie C | 3     | 1       | 1       | 0       | 0       | 3       | 1       | 1            | 0            | 0            | 1            | 2            | 3            | 2      | 1      | 0      | 1      | 5      | 4      | +1 |
| Totale               | 49    | 19      | 7       | 8       | 4       | 20      | 17      | 19           | 5            | 5            | 9            | 22           | 24           | 38     | 12     | 13     | 13     | 42     | 41     | +1 |

### Andamento in campionato
| Giornata  | 1  | 2 | 3 | 4  | 5  | 6  | 7  | 8  | 9  | 10 | 11 | 12 | 13 | 14 | 15 | 16 | 17 | 18 | 19 | 20 | 21 | 22 | 23 | 24 | 25 | 26 | 27 | 28 | 29 | 30 | 31 | 32 | 33 | 34 | 35 | 36 | 37 | 38 |
| --------- | -- | - | - | -- | -- | -- | -- | -- | -- | -- | -- | -- | -- | -- | -- | -- | -- | -- | -- | -- | -- | -- | -- | -- | -- | -- | -- | -- | -- | -- | -- | -- | -- | -- | -- | -- | -- | -- |
| Luogo     | -  | C | T | C  | T  | C  | T  | T  | C  | T  | C  | T  | C  | T  | C  | T  | C  | T  | C  | -  | T  | C  | T  | C  | T  | C  | C  | T  | C  | T  | C  | T  | C  | T  | C  | T  | C  | T  |
| Risultato | -  | V | N | P  | N  | R  | P  | P  | N  | V  | V  | P  | N  | P  | N  | N  | P  | V  | N  | -  | P  | V  | N  | V  | V  | N  | N  | P  | N  | V  | V  | P  | V  |    |    |    |    |    |
| Posizione | 13 | 5 | 5 | 14 | 13 | 15 | 15 | 17 | 17 | 13 | 12 | 12 | 14 |    |    |    |    |    |    |    |    |    |    |    |    |    |    |    |    |    |    |    |    |    |    |    |    |    |

Fonte:  Serie C – Classifiche Girone C, su lega-pro.com.
Legenda:

Luogo: N = Campo neutro; C = Casa; T = Trasferta. Risultato: R = Rinviata; V = Vittoria; N = Pareggio; S = Sconfitta.
- = Turno di riposo.

### Statistiche dei giocatori
| Giocatore      | Serie C  | Serie C | Serie C     | Serie C    | Coppa Italia Serie C | Coppa Italia Serie C | Coppa Italia Serie C | Coppa Italia Serie C | Totale   | Totale | Totale      | Totale     |
| Giocatore      | Presenze | Reti    | Ammonizioni | Espulsioni | Presenze             | Reti                 | Ammonizioni          | Espulsioni           | Presenze | Reti   | Ammonizioni | Espulsioni |
| -------------- | -------- | ------- | ----------- | ---------- | -------------------- | -------------------- | -------------------- | -------------------- | -------- | ------ | ----------- | ---------- |
| A. Aquilanti   | 10       | 0       | 1           | 0          | 0                    | 0                    | 0                    | 0                    | 10       | 0      | 1           | 0          |
| P. Arcidiacono | 10       | 3       | 4           | 0          | 2                    | 2                    | 1                    | 0                    | 12       | 5      | 5           | 0          |
| M. Bollino     | 11       | 3       | 3           | 0          | 2                    | 1                    | 0                    | 0                    | 13       | 4      | 3           | 0          |
| F. Bonfiglio   | 3        | 0       | 0           | 0          | 0                    | 0                    | 0                    | 0                    | 3        | 0      | 0           | 0          |
| V. Camilleri   | 10       | 0       | 4           | 0          | 2                    | 1                    | 0                    | 0                    | 12       | 1      | 4           | 0          |
| D. Ciotti      | 0        | 0       | 0           | 0          | 0                    | 0                    | 0                    | 0                    | 0        | 0      | 0           | 0          |
| W. Cozza       | 4        | 0       | 0           | 0          | 1                    | 0                    | 0                    | 0                    | 5        | 0      | 0           | 0          |
| A. D'Amico     | 0        | 0       | 0           | 0          | 1                    | 0                    | 0                    | 0                    | 1        | 0      | 0           | 0          |
| S. D'Angelo    | 10       | 2       | 3           | 0          | 1                    | 0                    | 0                    | 0                    | 11       | 2      | 3           | 0          |
| G. Davì        | 6        | 0       | 1           | 0          | 0                    | 0                    | 0                    | 0                    | 6        | 0      | 1           | 0          |
| F. De Felice   | 3        | 0       | 1           | 0          | 0                    | 0                    | 0                    | 0                    | 3        | 0      | 1           | 0          |
| A. De Rossi    | 11       | 0       | 2           | 0          | 2                    | 0                    | 1                    | 0                    | 13       | 0      | 3           | 0          |
| G. Esposito    | 8        | 0       | 1           | 0          | 2                    | 0                    | 1                    | 0                    | 10       | 0      | 2           | 0          |
| M. Ferreira    | 11       | 1       | 0           | 0          | 2                    | 0                    | 0                    | 0                    | 13       | 1      | 0           | 0          |
| A. Gammone     | 10       | 0       | 1           | 0          | 2                    | 0                    | 0                    | 0                    | 12       | 0      | 1           | 0          |
| G. Gianola     | 9        | 0       | 3           | 0          | 2                    | 0                    | 0                    | 0                    | 11       | 0      | 3           | 0          |
| S. Giuliano    | 2        | 0       | 0           | 0          | 1                    | 0                    | 1                    | 0                    | 3        | 0      | 1           | 0          |
| A. Granata     | 0        | 0       | 0           | 0          | 0                    | 0                    | 0                    | 0                    | 0        | 0      | 0           | 0          |
| M. La Cagnina  | 0        | 0       | 0           | 0          | 0                    | 0                    | 0                    | 0                    | 0        | 0      | 0           | 0          |
| F. Marano      | 11       | 0       | 1           | 0          | 2                    | 0                    | 0                    | 0                    | 13       | 0      | 1           | 0          |
| D. Montelone   | 1        | 0       | 0           | 0          | 0                    | 0                    | 0                    | 0                    | 1        | 0      | 0           | 0          |
| A. Narciso     | 11       | -13     | 1           | 0          | 2                    | -4                   | 0                    | 0                    | 13       | -17    | 1           | 0          |
| G. Pollace     | 3        | 0       | 0           | 0          | 0                    | 0                    | 0                    | 0                    | 3        | 0      | 0           | 0          |
| F. Russo       | 2        | 0       | 0           | 0          | 0                    | 0                    | 0                    | 0                    | 2        | 0      | 0           | 0          |
| T. Squillace   | 11       | 1       | 1           | 0          | 2                    | 0                    | 0                    | 0                    | 13       | 1      | 1           | 0          |
| D. Tavares     | 6        | 1       | 0           | 0          | 2                    | 1                    | 1                    | 0                    | 8        | 2      | 1           | 0          |